# Turanj (Karlovac)
Turanj je městská část chorvatského města Karlovac. Nachází se na jihovýchodní části města podél státní silnice D1 a řek Korana a Mrežnica.

## Dějiny
Vznik původní osady je spojen s výstavbou dřevěné věže (chorvatsky turanj) v letech 1581–1582, postavené na ochranu nového mostu přes řeku Korana před osmanskými útoky a jako předsunutá základna pevnosti Karlovac. Zpočátku se nazývala Turanj na Korani a později podle turanjských kapitánů Juraje a Gašpara Križanićových, až do 18. století Križanić-Turanj.
Kolem věže se pro potřeby vojenské garnizony postupem času rozvinula osada obehnaná příkopem a palisádami.
V první polovině 18. století byla dřevěná věž nahrazena zděnou a postaveny pomocné budovy.
V roce 1791 byla otevřena soukenická manufaktura pro potřeby Krajiny a v roce 1793 továrna na zpracování kůže (obě byly zrušeny v roce 1799). Po zrušení Vojenské hranice v roce 1881 se Turanj stala součástí Chorvatské bánoviny.
Občanská válka v letech 1991-1995

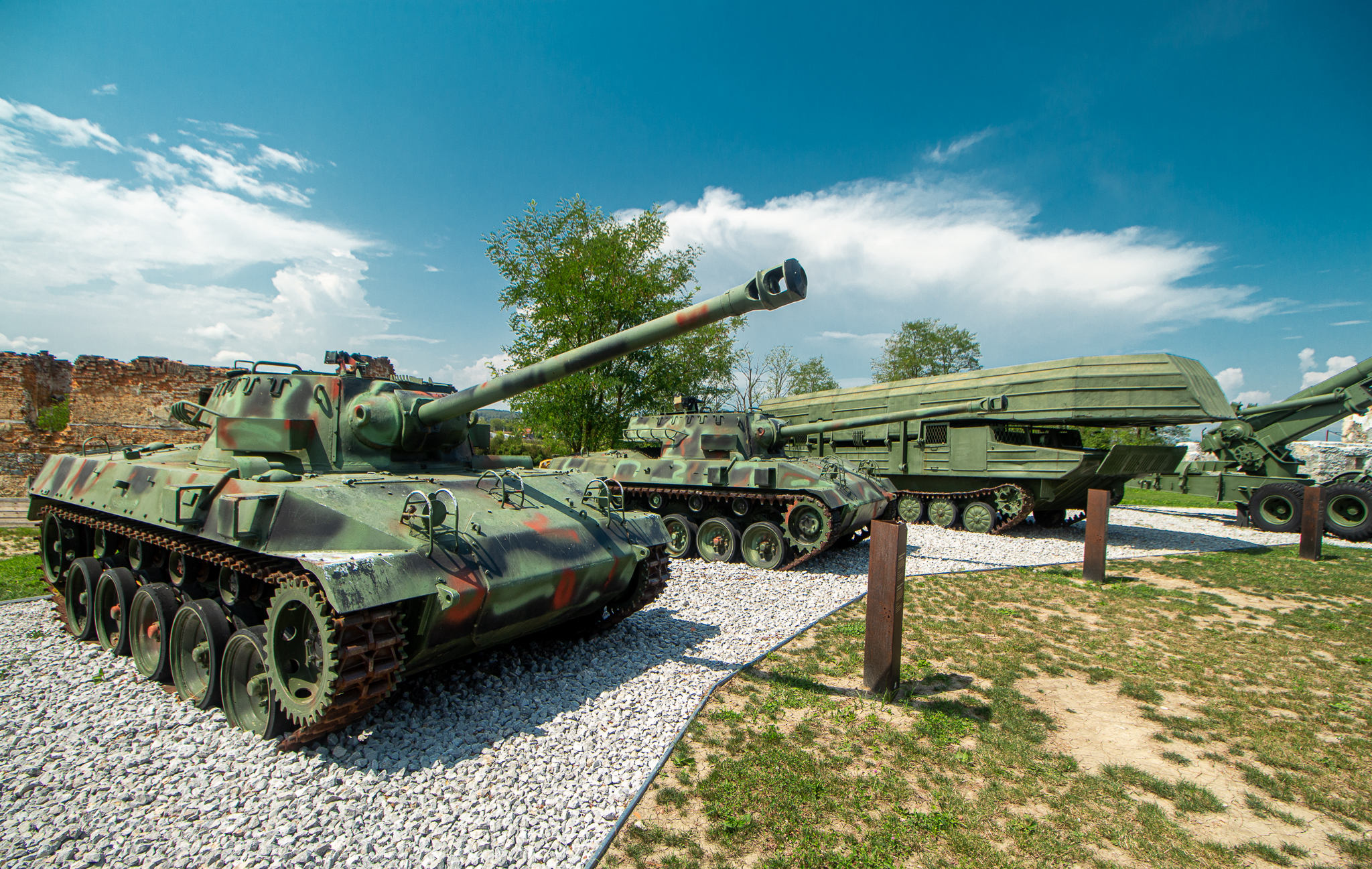
Expozice vojenské techniky z doby občanské války

Během občanské války v letech 1991-1995 byla Turanj částečně obsazena a téměř úplně zničena. Zcela osvobozena byla během operace Bouře v roce 1995, poté začala obnova obce. V roce 2002 zde byla otevřena Muzejní expozice se sbírkou zbraní z občanské války.
Až do roku 2007 byla Turanj samostatnou předměstskou osadou a dnes je městskou částí Karlovac.

## Památky
- Kurie Nugent
- Muzeum občanské války

## Sport
- NK Korana Karlovac